# Don Welsh
Donald "Don" Welsh (Manchester, 1911. február 25. – 1990. február 2.) a Liverpool FC vezetőedzője 1951 és 1956 között.